# Casa de Mountbatten
A Casa de Mountbatten é uma dinastia europeia como um ramo da Casa de Battenberg. O nome foi adotado durante a Primeira Guerra Mundial por membros da família que residem no Reino Unido devido à crescente sentimento anti-alemão entre o público britânico. O nome é uma anglicização do alemão Battenberg, uma pequena cidade em Hesse. O título de conde de Battenberg, depois príncipe de Battenberg, foi concedido a um morganático ramo da Casa de Hesse-Darmstadt, ele próprio um ramo cadete da Casa de Hesse, em meados do século 19.
A família agora inclui os marqueses de Carisbrooke e Milford Haven, bem como os condes Mountbatten de Burma. O príncipe Filipe da Grécia e Dinamarca, o consorte da Rainha Isabel II, adotou o sobrenome de Mountbatten da família de sua mãe em 1947, embora ele seja um membro da Casa de Schleswig-Holstein-Sonderburg-Glücksburg por descendência patrilinear. Lady Luísa Mountbatten tornou rainha consorte da Suécia, depois de ter casado com Gustavo VI Adolfo da Suécia.

## Origens
A família Mountbatten é um ramo da casa alemã de Battenberg. A família Battenberg foi um morganático ramo da Casa de Hesse-Darmstadt, governantes do Grão-Ducado de Hesse na Alemanha. O primeiro membro da Casa de Battenberg foi Julia de Hauke, cujo cunhado era o grão-duque Luís III de Hesse lhe consedeu o título de Condessa de Battenberg com o estilo Alteza Ilustríssima em 1851, por ocasião de seu casamento morganático com o irmão Grão-Duque Luís Alexandre de Hesse. Julia foi elevada em seu título de Princesa de Battenberg com o estilo de Alteza Sereníssima em 1858. 

## Membros

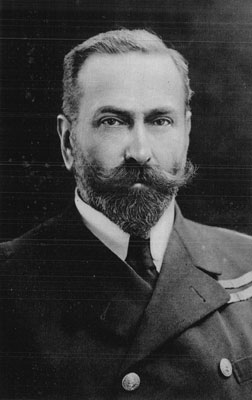
Luís Mountbatten, 1.º Marquês de Milford Haven

### Marquês de Milford Haven
O marquesado de Milford Haven foi criado em 1917, para o príncipe Luís de Battenberg, o ex-First Sea Lord, e uma relação com a  família real britânica. Ele era ao mesmo tempo fez Conde e Visconde de Medina. Alice de Battenberg nunca levou o nome de Mountbatten como ela se casou com o príncipe André da Grécia e Dinamarca em 1903; seu filho, o príncipe Filipe da Grécia e Dinamarca, tomou o nome ao se tornar um cidadão britânico naturalizado.  
- Luís Mountbatten, 1.º Marquês de Milford Haven (1854-1921) marido da Princesa Vitória de Hesse e Reno
  - Princesa Alice de Battenberg (1885-1969) esposa do Príncipe André da Grécia e Dinamarca
    - Princesa Margarida da Grécia e Dinamarca (1905-1981) esposa do Príncipe Godofredo de Hohenlohe-Langenburg
    - Princesa Teodora da Grécia e Dinamarca (1906-1969) esposa do Marquês Bertolo de Baden
    - Princesa Cecília da Grécia e Dinamarca (1911-1937) esposa do Grão-duque Herdeiro Jorge Donatus de Hesse-Darmstadt
    - Princesa Sofia da Grécia e Dinamarca (1914-2001) esposa do Príncipe Cristóvão de Hesse (divórcio em 1943) e depois do Príncipe Jorge Guilherme de Hanôver
    - Príncipe Filipe da Grécia e Dinamarca (1921) marido de Isabel II do Reino Unido

  - Luísa Mountbatten (1889-1965) esposa do Rei Gustavo VI Adolfo da Suécia
  - Jorge Mountbatten, 2.º Marquês de Milford Haven (1892-1938) marido da Condessa Nádia Mikhailovna de Torby
    - Lady Tatiana Elizabeth Mountbatten (1917-1988)
    - David Mountbatten, 3.º Marquês de Milford Haven (1919-1970) marido de Romaine Dahlgren Pierce (divórcio em 1954) e depois de Janet Mercedes Bryce
      - Jorge Mountbatten, 4.º Marquês de Milford Haven (1961) marido de Sara Georgina Walker (divórcio em 1996) e depois de Clara Husted Steel
        - Lady Tatiana Mountbatten (1990)
        - Henrique Mountbatten, Conde de Medina (1991)

      - Lorde Ivar Mountbatten (1963) marido de Penelope Anne Vere Thompson
        - Ella Mountbatten (1996)
        - Alexandra Mountbatten (1998)
        - Luísa Mountbatten (2002)

  - Louis Mountbatten, 1.º Conde Mountbatten da Birmânia (1900-1979) marido de Edwina Ashley
    - Patricia Mountbatten, 2.ª Condessa Mountbatten da Birmânia (1924) esposa de John Knatchbull, 7.º Barão Brabourne
    - Lady Pamela Mountbatten (1929) esposa de David Nightingale Hicks

O herdeiro ao marquesado é filho do marquês, Henry Mountbatten, Conde de Medina (n. 1991)
A filha mais nova do 1.º Marquês, Lady Luísa Mountbatten, se casou com o príncipe herdeiro da Suécia em 1923. Em sua adesão em 1950 como Gustavo VI Adolfo da Suécia, Louise se tornou rainha consorte da Suécia.  

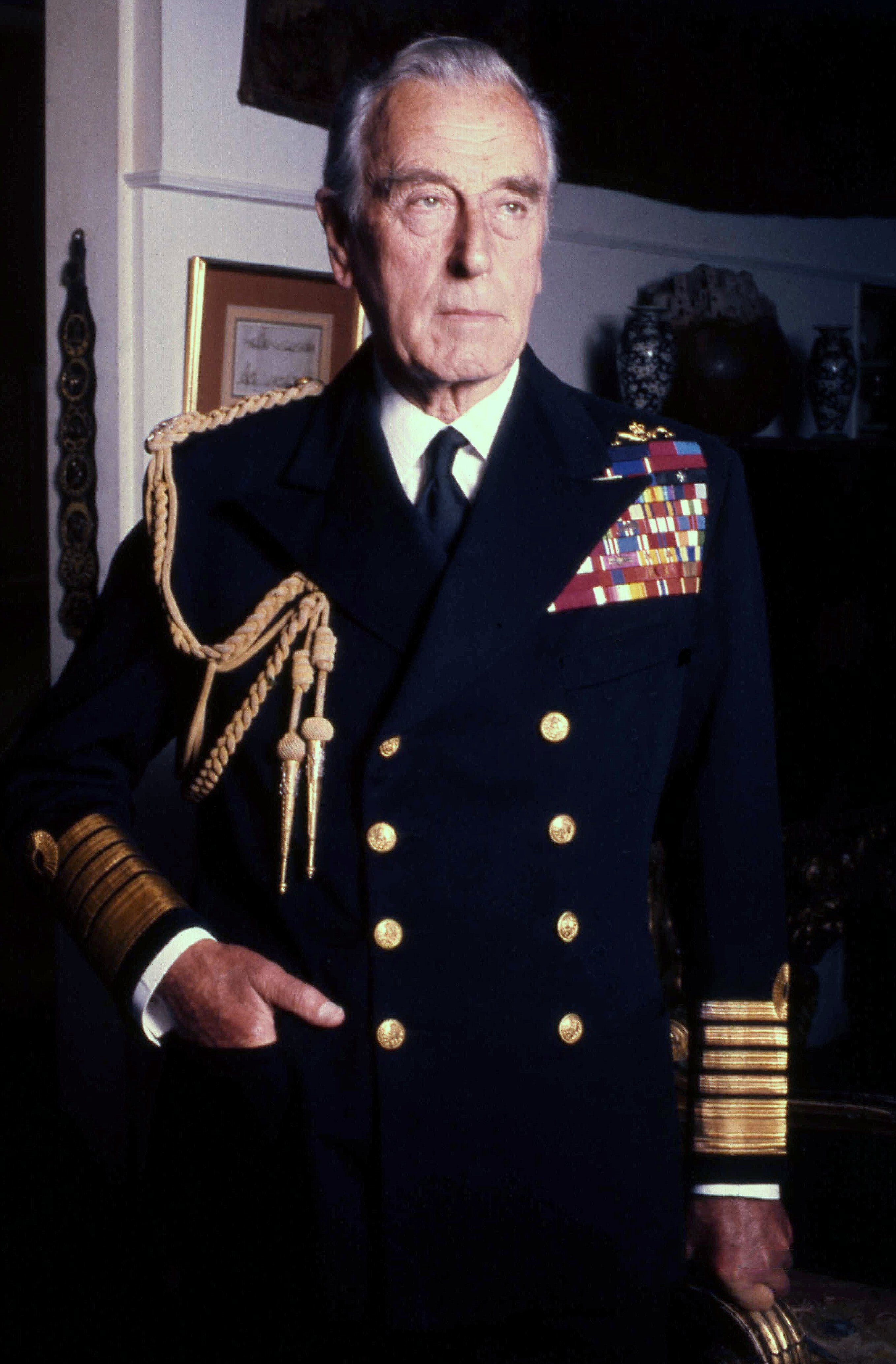
Louis Mountbatten, 1.º Conde Mountbatten da Birmânia

### Conde Mountbatten da Birmânia
Conde Mountbatten de Burma é um título no Pariato do Reino Unido, criado em 1947 para o contra-almirante Louis Mountbatten, 1.º Conde Mountbatten da Birmânia, filho mais novo do 1.º Marquês de Milford Haven e o último vice-rei da Índia. A carta-patente criando o título especificado o seguinte restante especial para suas filhas. 
- Louis Mountbatten, 1.º Conde Mountbatten da Birmânia (1900-1979) marido de Edwina Ashley
  - Patricia Knatchbull, 2.ª Condessa Mountbatten da Birmânia (1924-2017) esposa de John Knatchbull, 7.º Barão Brabourne
    - Norton Knatchbull, 3º. Conde Mountbatten de Burma, 8.º Barão Brabourne (1947) marido de Penelope Eastwood
      - Nicholas Knatchbull, Lorde Brabourne (1981)
      - A Hon. Alexandra Knatchbull (1982) esposa de Thomas Hooper
      - A Hon. Leonora Knatchbull (1986–1991)

    - O Hon. Michael-John Ulick Knatchbull (1950) marido de Melissa Clare Owen
      - Kelly Knatchbull (1988)
      - Savannah Knatchbull (2001)

    - Lady Joanna Knatchbull (1955) esposa do Barão Hubert Pernot du Breuil (divórcio em 1995) e depois de Azriel Zuckerman
      - Baronesa Eleuthera Roselyne Pernot du Breuil (1986)
      - Alexander Zuckerman (2002)

    - Lady Amanda Knatchbull (1957) esposa de Charles Vincent Ellingworth
      - Lucas Ellingworth (1991)
      - Joseph Ellingworth (1992)
      - Louis Ellingworth (1995)

    - O Hon. Philip Knatchbull (1961) marido de Atalanta Cowan
      - Daisy Isadora Knatchbull (1992)
      - Phoebe Knatchbull (1995)
      - Frederick Knatchbull (2003)
      - John Knatchbull (2004)

    - O Hon. Timothy Knatchbull (1964) marido de Isabella Julia Norman
      - Amber Diana Knatchbull (2000)
      - Milo Columbus Knatchbull (2001)
      - Ludovic David Knatchbull (2003)
      - Isla Selina Knatchbull (2005)
      - Wilhelmina Knatchbull (2008)

    - O Hon.  Nicholas Timothy Charles Knatchbull (1964-1979)

  - Lady Pamela Mountbatten (1929) esposa de David Nightingale Hicks
    - Edwina Hicks (1961) esposa de Jeremy Brudenell
      - Maddison May Brudenell (1994)
      - Jordan Anne Brudenell (1995)
      - Rowan Michael David Brudenell (2001)

    - Ashley Hicks (1963) marido de Marina Allegra Federica Silvia Tondato e depois de Katalina Sharkey de Solis
      - Angelica Hicks (1992)
      - Ambrosia Hicks (1997)

    - India Hicks (1967) esposa de David Flint Wood
      - Wesley Flint Wood (1996)
      - Felix Austen Flint Wood (1997)
      - Amory John Flint Wood (1999)
      - Conrad Lorenzo Flint Wood (2003)
      - Domino Carmen Flint Wood (2007)

O herdeiro ao condado é o filho da condessa, Norton Knatchbull, 8.º barão Brabourne (n. 1947)

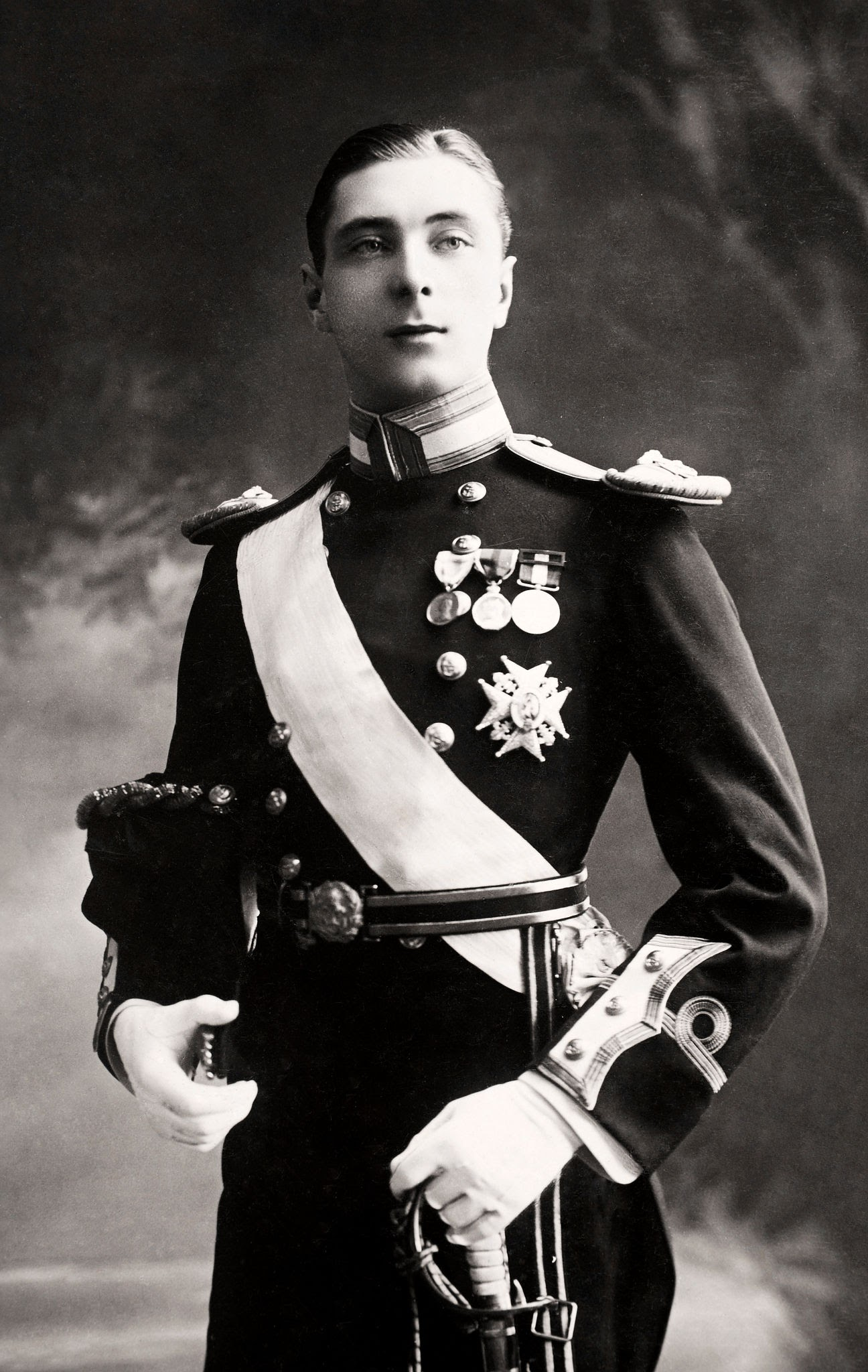
Alexander Mountbatten, 1.º Marquês de Carisbrooke

### Marquês de Carisbrooke
Marquês de Carisbrooke era um título no Pariato do Reino Unido, criado em 1917 para o príncipe Alexander de Battenberg, filho mais velho da princesa Beatriz do Reino Unido e do príncipe Henrique de Battenberg. Ele foi feito Visconde Launceston, no condado de Cornualha, e conde de Berkhamsted, ao mesmo tempo, também no Pariato do Reino Unido. Os títulos tornou-se extinto após a morte do Lorde Carisbrooke em 1960, como ele não teve filhos.
- Alexander Mountbatten, 1.º Marquês de Carisbrooke (1886-1960) marido de Irene Denison
  - Lady Iris Mountbatten (1920-1982) esposa do capitão Hamilton Keyes-O'Malley (divórcio em 1946) e depois de Michael Neely Bryan (divórcio em 1957) e depois de William Alexander Kemp

Seus irmãos foram:
- Princesa Vitória Eugénia de Battenberg, Rainha da Espanha (1887-1969) esposa do Rei Afonso XIII de Espanha
- Lorde Leopoldo Mountbatten (1889-1922)
- Príncipe Maurício de Battenberg (1891-1914)

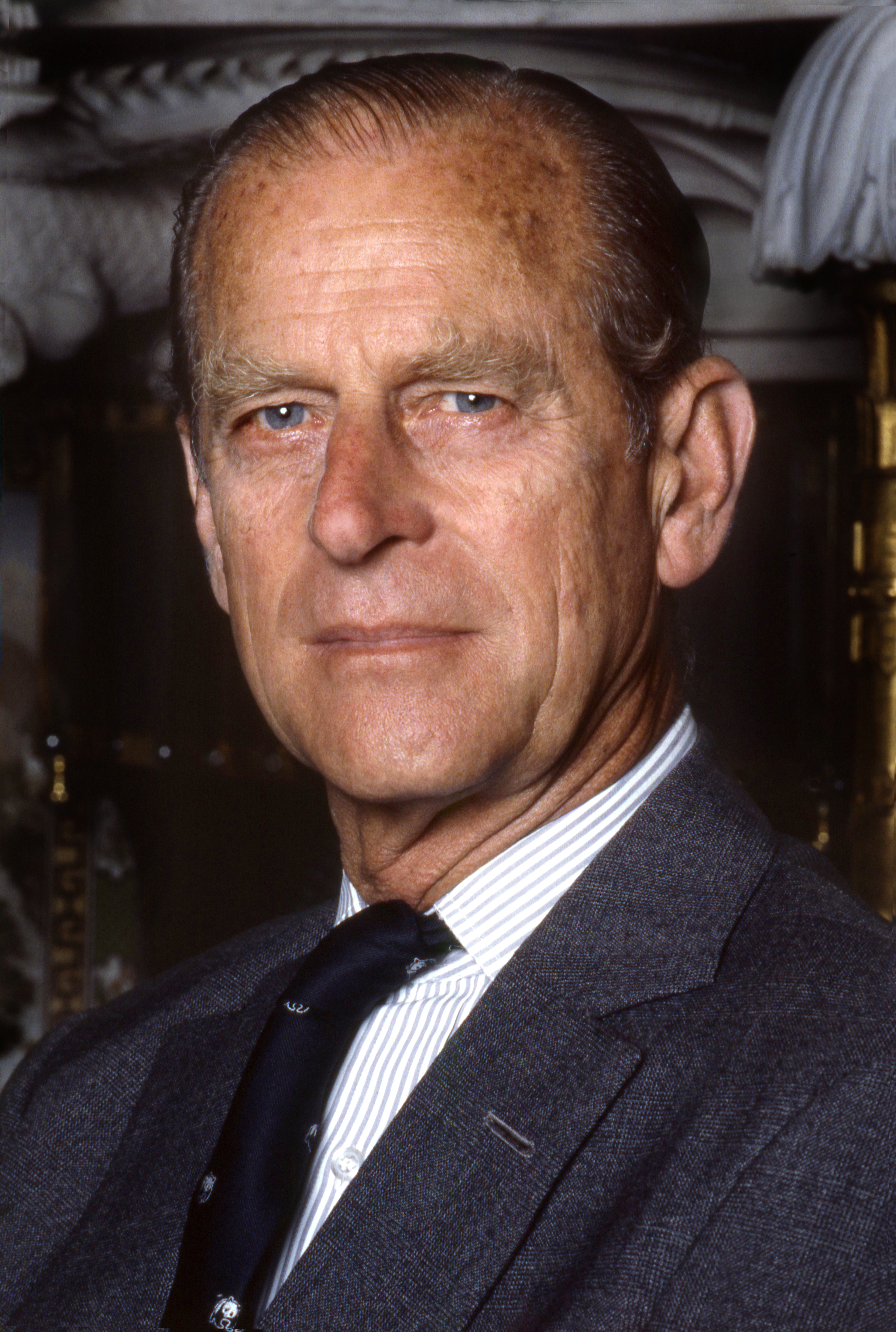
Príncipe Filipe, Duque de Edimburgo

### Príncipe Filipe, Duque de Edimburgo
- Príncipe Filipe, Duque de Edimburgo (1921) marido da Rainha Isabel II do Reino Unido (1924)
  - Carlos III do Reino Unido (1948) marido de Lady Diana Spencer (divórcio em 1996) e depois de Camilla Parker Bowles
    - Príncipe Guilherme, Príncipe de Gales (1982) marido de Catarina Middleton
      - Príncipe Jorge de Gales (2013)
      - Princesa Carlota de Gales (2015)
      - Príncipe Luís de Gales (2018)

    - Príncipe Henrique, Duque de Sussex (1984) marido de Meghan Markle
    - Archie Harrison Mountbatten-Windsor (2019)
    - Lilibet Diana Mountbatten-Windsor (2021)

  - Princesa Ana, Princesa Real (1950) esposa de Mark Phillips (divórcio em 1992) e depois de Sir Timothy Laurence
    - Peter Phillips (1977) marido de Autumn Kelly (divórcio em 2021)
      - Savannah Phillips (2010)
      - Isla Phillips (2012)

    - Zara Phillips (1981) esposa de Mike Tindall
      - Mia Grace Tindall (2014)
      - Lena Tindall (2018)
      - Lucas Tindall (2021)

  - Príncipe André, Duque de Iorque (1960) ex-marido de Sara Ferguson (divórcio em 1996)
    - Princesa Beatriz de Iorque (1988) esposa de Edoardo Mapelli Mozzi
    - Sienna Mapelli Mozzi (2021)
    - Princesa Eugénia de Iorque (1990) esposa de Jack Brooksbank
    - August Brooksbank (2021)
    - Ernest Brooksbank (2023)

  - Príncipe Eduardo, Duque de Edimburgo (1964) marido de Sofia Rhys-Jones
    - Lady Luísa Windsor (2003)
    - Jaime, Conde de Wessex (2007)

## Mountbatten-Windsor
Mountbatten-Windsor é o sobrenome de alguns descendentes da atual soberana do Reino Unido e da Commonwealth, a rainda Elizabeth II e do príncipe Felipe, duque de Edimburgo.
Ele difere do apelido oficial da Família Real Britânica ou da Casa Real, que é Windsor. Apelido inicialmente criado para descendentes da raínha que não pertencessem à Família Real Britânica, ele tem sido utilizado por alguns membros da Família Real, como a Princesa Ana e o Príncipe André.
A adoção do sobrenome não se aplica a outros membros da Família Real Britânica que não sejam descendentes da Rainha, pois esse sobrenome é fruto do casamento da soberana com o Duque de Edimburgo.

## Brasões
| Brasão do Príncipe Louis, 1.º Marquês de Milford Haven | Brasão de George Mountbatten, 2.º Marquês de Milford Haven | Brasão de Louis Mountbatten, 1.º Conde Mountbatten da Birmânia | Brasão da Rainha Luísa da Suécia | Brasão de Príncipes Alexandre, Leopoldo e Maurício de Battenberg (antes de 1917) | Brasão de Alexander Mountbatten, 1.º Marquês de Carisbrooke (1888–1946) |

| Brasão de Leopoldo Mountbatten | Brasão do Príncipe Filipe, Duque de Edimburgo |

| Braços do Príncipe Louis, 1.º Marquês de Milford Haven e do Príncipe Henrique de Battenberg | Braços de George Mountbatten, 2.º Marquês de Milford Haven e de Louis Mountbatten, 1.º Conde Mountbatten da Birmânia | Braços da Rainha Luísa da Suécia como Princesa Herdeira | Braços de Rainha Luísa da Suécia | Brasão de Braços de Princes Alexandre, Leopoldo e Maurício de Battenberg (antes de 1917) | Braços de Alexander Mountbatten, 1.º Marquês de Carisbrooke (depois de 1917) |

| Braços de Lorde Leopoldo Mountbatten (depois de 1917) | Braços do Príncipe Filipe, Duque de Edimburgo | Braços concedidos aos descendentes da filha mais velha do Conde Mountbatten da Birmânia. |

forever united kingdom of great britain and northern ireland and god save the queen